# Italian Series of Poker 2022
Le Italian Series of Poker 2022 si sono tenute dal 19 al 30 maggio 2022 a Nova Gorica, in Slovenia, presso il casinò Perla. Si è trattata della 12ª edizione dei Campionati Italiani, che ha visto la partecipazione di oltre 2000 partecipanti suddivisi in 25 tornei.
Il programma della manifestazione completa è stato pubblicato sul sito ufficiale delle ISOP  nel mese di marzo 2022.

## Main Event
Il Main Event ha laureato come campione italiano il trevigiano Italo Modena, che ha avuto la meglio sullo sloveno Izet Osmanović.

### Evento 14 - Campionato Italiano Main Event[3]
- Luogo: Casino Perla, Nova Gorica
- Buy-in: € 990
- Data: 27-30 maggio 2022
- Partecipanti: 154
- Montepremi: € 133.650
- Giocatori a premio: 16

## Copertura televisiva del Main Event e Risultati
Poker Italia TV, evento #14 - Main event, su YouTube, 30 maggio 2022.
| Tavolo finale | Tavolo finale      | Tavolo finale |
| Posizione     | Nome               | Premio        |
| ------------- | ------------------ | ------------- |
| 1             | Italo Modena       | € 35.000      |
| 2             | Izet Osmanović     | € 21.000      |
| 3             | Alessandro Nannini | € 15.000      |
| 4             | Niki Prela         | € 11.500      |
| 5             | Germano Cervetti   | € 9.200       |
| 6             | Luca Testugini     | € 7.500       |
| 7             | Simone Agnoletto   | € 6.150       |
| 8             | Alessio Isaia      | € 5.000       |

## Eventi preliminari delle Italian Series of Poker
Il torneo di apertura, il Deep, con 491 iscritti è stato vinto da Umberto Castelnuovo a spese del 'regular' Davide Cojaniz.
Due vittorie in 48 ore per il variantista Matteo di Persio che ha dominato nella specialità Omaha evento n. 3 (Pot Limit Omaha - 9 Max), e nell'evento n. 5 (Mixed Games - No Limit Hold'em / PL Omaha).
Quinto bracciale ISOP per Dario De Toffoli, primato assoluto  raggiunto all'evento numero 12 (Campionato Italiano Freezout). Tra gli eventi speciali, Sara Callegari, si è laureata campionessa italiana Ladies per la seconda volta.
Tra i giocatori stranieri non europei, vittorie del giapponese Katsuhiro Muto nel torneo n. 6 (6-max Championship) e del bosniaco Amar Hadzic nel torneo n. 17 (Campionato Pro).
| Main Event       | Torneo principale delle Italian Series of Poker, incorona il Campione Italiano. |
| Eventi esclusivi | Tornei speciali riservatiː Giornalisti, Ladies, Interforze, League event e Tournament of Champions, competizione esclusiva per chi ha vinto almeno un titolo, o un bracciale ISOP. |

| N. | TV table           | Data                  | Evento                                                              | Entries | Vincitore             | Premio   | Runner Up           | Terzo Classificato  |
| -- | ------------------ | --------------------- | ------------------------------------------------------------------- | ------- | --------------------- | -------- | ------------------- | ------------------- |
| 1  | Video, su YouTube. | 19/05/2022 23/05/2022 | € 210 + 40 Campionato Italiano Deep                                 | 491     | Umberto Castelnuovo   | € 25.000 | Davide Cojaniz      | Nicola Benedetto    |
| 2  |                    | 20/05/2022            | € 270 + 30 Pot Limit Omaha - POY Championship                       | 64      | Stefano Moi           | € 4.500  | Carlo Braccini      | Matteo di Persio    |
| 3  |                    | 21/05/2022            | € 170 + 30 Pot Limit Omaha - 9 Max                                  | 59      | Matteo di Persio      | € 3.000  | Germano Martucci    | Martynas Miliauskas |
| 4  |                    | 21/05/2022            | € 200 + 30 No Limit Hold'em - Campionato Italiano 8 Max Super KO    | 120     | Ionut Ojog            | € 2.700  | Brian Moro          | Giuseppe Liotta     |
| 1s | Video, su YouTube. | 21/05/2022            | € 100 + 25 No Limit Hold'em - Campionato Italiano Interforze        | 13      | Giovanni Terranova    | € 600    | Gianni Usai Antonio | Andrea Demontis     |
| 5  |                    | 22/05/2022            | € 220 + 30 Mixed Games/ No Limit Hold'em/ PLO 8-Max                 | 37      | Matteo Di Persio      | € 2.600  | Antonio Crocetta    | Glauco Miniussi     |
| 6  | Video, su YouTube. | 22/05/2022            | € 170 + 30 No Limit Hold'em - 6 Max Championship                    | 107     | Katsuhiro Muto        | € 4.000  | Gracjan Smorag      | Silvester Dozzo     |
| 7  | Video, su YouTube. | 23/05/2022            | € 360 + 40 Pot Limit Omaha - Campionato Italiano 8 Max              | 51      | Pasquale Vinci        | € 5.750  | Paolo Litrico       | Simone Demasi       |
| 8  |                    | 23/05/2022            | € 100 + 25 No Limit Hold'em - KO                                    | 118     | Alberto Favero        | € 1.700  | Stanko Zore         | Jan Rebec           |
| 9  |                    | 24/05/2022 25/05/2022 | € 360 + 40 No Limit Hold'em - 6 Max                                 | 49      | Fabrizio Carbo        | € 4.900  | Giovanni Chiofalo   | Nicolo Bartolone    |
| 10 |                    | 24/05/2022            | € 220 + 30 Omaha Hi/Lo                                              | 32      | Mateusz Potempa       | € 2.350  | Gracian Smorag      | Giorgio Cordoni     |
| 11 |                    | 24/05/2022            | € 125 + 25 Crazy Pineapple                                          | 51      | Fabrizio Zucca        | € 1.800  | Tibor Bakos         | Dario De Toffoli    |
| 12 |                    | 25/05/2022            | € 220 + 30 No Limit Hold'em - Campionato Italiano Freezout          | 49      | Dario De Toffoli      | € 3.330  | Andrea Michelotto   | Izet Osmanovic      |
| 2s |                    | 25/05/2022            | € 125 + 25 No Limit Hold'em - Campionato Italiano ISOP League event | 39      | Arseido Lleshaj       | € 1.800  | Luca Guidetti       | Maicol Elzomot      |
| 13 |                    | 25/05/2022            | € 125 + 25 No Limit Hold'em - Campionato Italiano Turbo             | 40      | Augusto Baruffi       | € 1.700  | Amzar Hadcic        | Alessandro Surini   |
| 3s | Video, su YouTube. | 25/05/2022            | € 100 + 20 No Limit Hold'em - Campionato Italiano Giornalisti       | 8       | Fabio Scepi           | € 500    | Giangia Marelli     | Tiberio Redaelli    |
| 14 | Video, su YouTube. | 27/05/2022 30/05/2022 | € 900 + 90 No Limit Hold'em - Campionato Italiano Main Event        | 154     | Italo Modena          | € 35.000 | Izet Osmanović      | Alessandro Nannini  |
| 15 |                    | 26/05/2022 28/05/2022 | € 60 + 20 No Limit Hold'em - Campionato Italiano Hercules           | 162     | Casey Kastle          | € 3.070  | Umberto Funaro      | Lior Ezer           |
| 16 |                    | 27/05/2022            | € 85 + 15 No Limit Hold'em - Campionato Italiano Ladies             | 17      | Sara Callegari        | € 700    | Cristina Quaglia    | Loana Serreli       |
| 17 | Video, su YouTube. | 28/05/2022 29/05/2022 | € 450 + 50 No Limit Hold'em - Campionato Italiano PRO               | 56      | Amar Hadzic           | € 7.500  | Giovanni Deriu      | Nicola Benedetto    |
| 18 |                    | 29/05/2022            | € 120 + 20 No Limit Hold'em - Campionato Italiano 8 Max KO          | 61      | Roberto Musu          | € 2.200  | Monica Poggi        | Marco Levato        |
| 19 |                    | 29/05/2022            | € 125 + 25 No Limit Hold'em - Campionato Italiano Win the Button    | 46      | Emanuele Martusciello | € 1.950  | Emanuele Bonesi     | Salvatore Cama      |
| 4s |                    | 29/05/2022            | € 300 No Limit Hold'em - Tournament Of Champions                    | 13      | Sandro Monaco         | € 1.800  | Paolo Santagati     | Augusto Baruffi     |
| 20 |                    | 30/05/2022            | € 175 + 25 No Limit Hold'em - Campionato Italiano 8 Max             | 35      | Andrea Michelotto     | € 2.210  | Marco Levato        | Roberto Gazzola     |
| 21 |                    | 30/05/2022            | € 125 + 25 No Limit Hold'em - Short Stack Campionato Italiano       | 13      | Paolo Litrico         | € 825    | Antonio Sannicola   | Michael Toninello   |